# العلاقات الألبانية المكسيكية
العلاقات الألبانية المكسيكية هي العلاقات الثنائية التي تجمع بين ألبانيا والمكسيك.

## مقارنة بين البلدين
هذه مقارنة عامة ومرجعية للدولتين:
| وجه المقارنة                                              | ألبانيا                                                    | المكسيك                                                                               |
| --------------------------------------------------------- | ---------------------------------------------------------- | ------------------------------------------------------------------------------------- |
| المساحة (كم2)                                             | 28.75 ألف                                                  | 1.97 مليون                                                                            |
| عدد السكان (نسمة)                                         | 3.02 مليون                                                 | 130.53 مليون                                                                          |
| الكثافة السكانية (ن./كم²)                                 | 105.04                                                     | 66.26                                                                                 |
| العاصمة                                                   | تيرانا                                                     | مدينة مكسيكو                                                                          |
| اللغة الرسمية                                             | اللغة الألبانية                                            | اللغة الإسبانية                                                                       |
| العملة                                                    | ليك ألباني                                                 | بيزو مكسيكي                                                                           |
| الناتج المحلي الإجمالي (بليون دولار)                      | 13.04 مليار                                                | 1.15 تريليون                                                                          |
| الناتج المحلي الإجمالي (تعادل القوة الشرائية) بليون دولار | 33.17 مليار                                                | 2.16 تريليون                                                                          |
| الناتج المحلي الإجمالي الاسمي للفرد دولار أمريكي          | 3.94 ألف                                                   | 9.01 ألف                                                                              |
| الناتج المحلي الإجمالي للفرد دولار أمريكي                 | 11.11 ألف                                                  | 17.32 ألف                                                                             |
| مؤشر التنمية البشرية                                      | 0.764                                                      | 0.756                                                                                 |
| رمز المكالمات الدولي                                      | +355                                                       | +52                                                                                   |
| رمز الإنترنت                                              | .al                                                        | .mx                                                                                   |
| المنطقة الزمنية                                           | توقيت وسط أوروبا، ت ع م+01:00، ت ع م+02:00، أوروبا/تيرانا ‏ | منطقة زمنية وسطى، المنطقة الزمنية الجبلية، زمن منطقة المحيط الهادئ، منطقة زمنية شرقية |

## منظمات دولية مشتركة
يشترك البلدان في عضوية مجموعة من المنظمات الدولية، منها:
| علم المنظمة | اسم المنظمة                        | تاريخ انضمام ألبانيا | تاريخ انضمام المكسيك |
| ----------- | ---------------------------------- | -------------------- | -------------------- |
|             | الاتحاد البريدي العالمي            | ?                    | ?                    |
|             | مؤسسة التنمية الدولية              | 15 أكتوبر 1991       | 24 أبريل 1961        |
|             | منظمة حظر الأسلحة الكيميائية       | ?                    | ?                    |
|             | منظمة التجارة العالمية             | ?                    | 1995                 |
|             | الأمم المتحدة                      | 14 ديسمبر 1955       | 7 نوفمبر 1945        |
|             | وكالة ضمان الاستثمار متعدد الأطراف | 15 أكتوبر 1991       | 1 يوليو 2009         |
|             | منظمة الشرطة الجنائية الدولية      | ?                    | ?                    |
|             | مؤسسة التمويل الدولية              | 15 أكتوبر 1991       | 20 يوليو 1956        |
|             | الاتحاد الدولي للاتصالات           | 2 يونيو 1922         | 1 يوليو 1908         |
|             | البنك الدولي للإنشاء والتعمير      | 15 أكتوبر 1991       | 31 ديسمبر 1945       |
|             | يونسكو                             | 16 أكتوبر 1958       | 4 نوفمبر 1946        |

## وصلات خارجية
- موقع وزارة الخارجية الألبانية
- موقع وزارة الخارجية المكسيكية